# SF Weekly

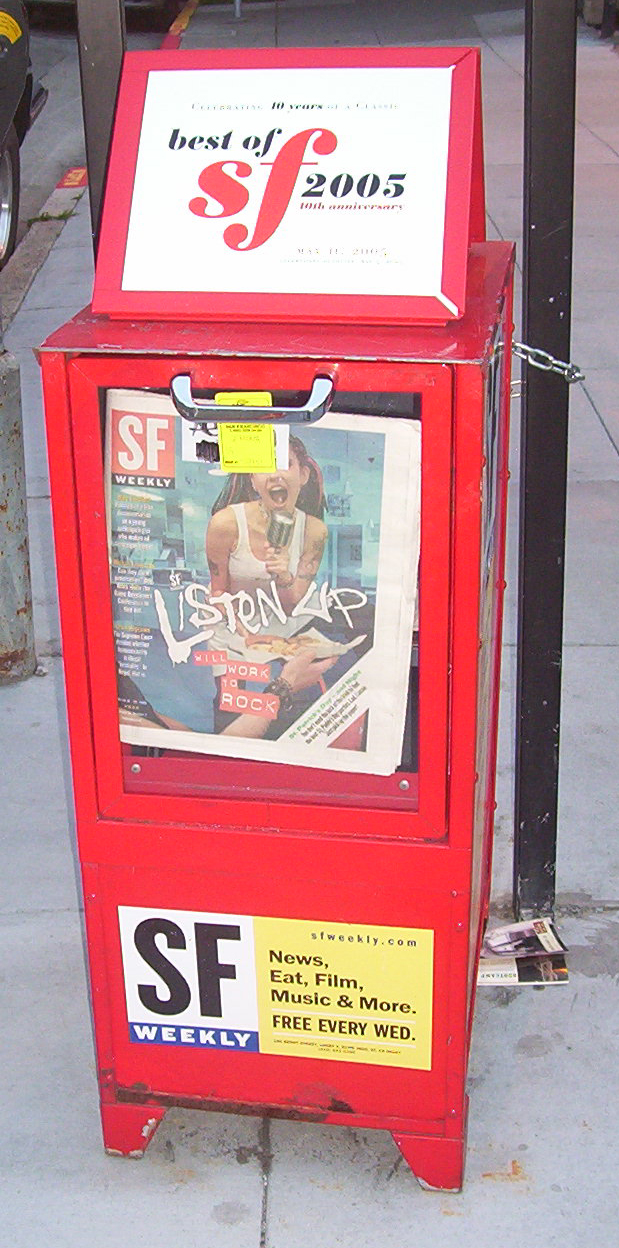
Krantenautomaat van SF Weekly

SF Weekly is een Amerikaanse alternatieve wekelijkse krant uit San Francisco (Californië). De krant wordt elke woensdag gratis verdeeld in de San Francisco Bay Area en is uitgegeven door Village Voice Media, een krantenketen waartoe ook The Village Voice uit New York en LA Weekly uit Los Angeles toe behoren. In 2011 had de krant een oplage van 65.000.
De SF Weekly werd opgericht in de jaren 80 en heeft sindsdien een redelijke reputatie opgebouwd, met verschillende nationale journalismeprijzen. De krant is politiek onafhankelijk. Schrijvers worden aangemoedigd om hun opinies goed te funderen en zich kritisch uit te laten tegenover elke vorm van politiek dogma. In de columns van de SF Weekly worden zowel de linker- als de rechterzijde van de politiek bekritiseerd. Daarnaast zijn er uitgebreide onderzoeksreportages in lange, narratieve stukken. Ook de berichtgeving over kunst en entertainment is uitgebreid.
Ieder jaar organiseert de krant de SF Weekly Music Awards of "Wammies", prijzen voor muzikanten uit de San Francisco Bay Area.